# Sarah Palfrey Cooke
Sarah Hammond Palfrey Danzig (Sharon, 18 de Setembro de 1912 - Nova York, 27 de Fevereiro de 1996) foi uma tenista profissional estadunidense.

## Grand Slam finais

### Simples (2 títulos, 2 vices)
| Resultado | Ano  | Campeonato | Oponente           | Placar        |
| --------- | ---- | ---------- | ------------------ | ------------- |
| Vice      | 1934 | US Open    | Helen Jacobs       | 1–6, 4–6      |
| Vice      | 1935 | U.S. Open  | Helen Jacobs       | 2–6, 4–6      |
| Campeã    | 1941 | U.S. Open  | Pauline Betz Addie | 7–5, 6–2      |
| Campeã    | 1945 | U.S. Open  | Pauline Betz Addie | 3–6, 8–6, 6–4 |